# Xã Bald Bluff, Quận Henderson, Illinois
Xã Bald Bluff (tiếng Anh: Bald Bluff Township) là một xã thuộc quận Henderson, tiểu bang Illinois, Hoa Kỳ. Năm 2010, dân số của xã này là 334 người.